# Poisson sans visage
Typhlonus nasus
Espèce
Le Poisson sans visage (Typhlonus nasus) est une espèce de poissons abyssaux de la famille des Ophidiidae et qui se rencontre, entre autres, au large de l'Australie. Il doit son nom au fait qu'il n'a pas d'yeux (à cause de l'obscurité totale des abysses), et que sa bouche se situe sous son corps, donnant l'impression qu'il n'a pas de visage,.
Il fut observé pour la première fois en 1873 près de la Nouvelle-Guinée, lorsqu'il fut pêché par le navire britannique HMS Challenger alors que ce dernier effectuait une expédition océanographique autour du monde. Sa trace fut ensuite perdue pendant plus de 100 ans, avant qu'il ne soit « redécouvert » en 2017 à 4 km de profondeur, durant une expédition marine du Museums Victoria (en) à bord du navire The Investigator, qui avait pour but d'explorer les abysses de la côte est australienne,.

## Description
Typhlonus nasus peut mesurer jusqu'à 40 cm de long.

## Distribution
Cette espèce se rencontre au large des côtes de l'Australie, de l'Indonésie, du Japon et du Territoire britannique de l'océan Indien aux profondeurs comprises entre 3 935 et 5 100 m.

## Systématique
Le nom valide complet (avec auteur) de ce taxon est Typhlonus nasus Günther, 1878,.

## Publication originale
- (en) Albert Günther, « Preliminary notices of Deep-Sea Fishes collected during the Voyage of H.M.S. ‘Challenger.’ », Annals and Magazine of Natural History, Londres, Taylor & Francis, vol. 2, no 7,‎ juillet 1878, p. 17–28 (ISSN 0374-5481, OCLC 1481361, DOI 10.1080/00222937808682376, lire en ligne).